# Osteochondrose
Osteochondrose is een groep van aandoeningen waarbij zich in bot, veelal onder een laag kraakbeen, groeistoornissen voordoen. De oorzaak is onbekend, hoewel velen denken dat het om een probleem gaat dat primair met de bloedvoorziening samenhangt: aseptische botnecrosen.
Afhankelijk van de locatie van de haard hebben de vormen van de ziekte een groot aantal verschillende, vaak eponieme namen. Voorbeelden zijn bij de voet/enkel de ziekte van Freiberg en de ziekte van Köhler. Gelokaliseerd in de hand: ziekte van Kienböck. In de heup: ziekte van Calve-Legg-Perthes en in de knie: ziekte van Osgood-Schlatter en osteochondritis dissecans.
schedel · wervelkolom · borstkas · borstbeen · schoudergordel · arm · bekkengordel · been

bot · gewricht · botten van de mens